# Friedemann von Münchhausen der Ältere
Ernst Friedemann Freiherr von Münchhausen (* 5. Juli 1865 in Schleswig; † 20. November 1936 in Herrengosserstedt) war ein deutscher Kommunalpolitiker. 
Seine Eltern waren der preußische Oberleutnant und Herr auf Herrengosserstedt Gerlach Heino von Münchhausen (* 11. Oktober 1835; † 14. November 1901) und dessen Ehefrau die Gräfin Marie von der Schulenburg (* 5. August 1844). Diese hatten sechs Söhne und sechs Töchter. Als ältester der Söhne folgte er 1901 seinem Vater als Fideikommissherr auf Herrengosserstedt nach. Er wurde Landrat des preußischen Kreises Eckartsberga. Seit 1887 war er Mitglied des Corps Saxonia Göttingen.
Am 30. Mai 1899 heiratete er in Berlin Gertrud Freiin von Hammerstein-Loxten (* 10. Oktober 1869), eine Tochter des preußischen Landwirtschaftsministers Ernst von Hammerstein-Loxten. Ihr gemeinsamer Sohn war Ernst-Friedemann von Münchhausen der Jüngere. Ein Bruder des Friedemann war Rembert von Münchhausen.